# دام والترز
دام والترز (بالإنجليزية: Dame Walters)‏ هو لاعب كرة قدم أمريكي في مركز الدفاع، ولد في 27 ديسمبر 1976 في أبرشية كلارندون في جامايكا. شارك مع منتخب جامايكا لكرة القدم. أما مع النوادي، فقد لعب مع أتلانتا سيلفرباكس ونادي ليتون أورينت.